# Fiorenzo Marini
Pour les articles homonymes, voir Marini.
Fiorenzo Marini (né le 14 mars 1914 à Vienne et mort le 25 janvier 1991 à Chieri) est un épéiste italien.

## Biographie
Fiorenzo Marini dispute deux éditions des Jeux olympiques. Il est vice-champion olympique en épée par équipe  en 1948 à Londres (avec Edoardo Mangiarotti, Carlo Agostoni, Dario Mangiarotti, Luigi Cantone et Marco Antonio Mandruzzato) et champion olympique par équipe en 1960 à Rome (avec Edoardo Mangiarotti, Giuseppe Delfino, Carlo Pavesi, Gianluigi Saccaro et Alberto Pellegrino).
Il est aussi champion du monde en épée par équipes en 1950, médaillé d'argent en épée par équipes aux Mondiaux de 1951 et médaillé de bronze individuel aux Mondiaux de 1953.